# 妖魔夜行
『妖魔夜行』（ようまやこう、英 THE DAMNED STALKERS）は、日本のライトノベル。1993年9月から2000年5月にかけてグループSNE所属の小説家を中心に複数の作家によって書かれ、角川スニーカー文庫（角川書店）より発刊された（『まぼろし模型』のみ角川mini文庫で発刊）。現代の日本で生活する妖怪たちとそれに関わる人間をテーマとしており、基本ジャンルはホラーとしているが、執筆者によっては作風が異なる（挿絵は青木邦夫）。2011年に山本弘による新作が発表され、妖魔夜行シリーズが復活した。2011年9月時点でシリーズ累計発行部数は70万部を記録している。
背景世界を共有するテーブルトークRPG（TRPG） 『ガープス』用のルールブックはグループSNEによって製作され、1994年に文庫タイプの角川スニーカー・G文庫で発行。サプリメントやリプレイ集なども発行された。後に妖魔夜行の続編として登場した「百鬼夜翔」の『ガープス』用ルールブックもグループSNEによって製作され、2002年に大型本タイプ(富士見書房)で発行。「百鬼夜翔」シリーズの小説は2000年から2005年まで発行され、リプレイは2002年から2004年まで発行された。
元々、ガープスのスーパーヒーロー用サプリメント『GURPS Supers』を翻訳する際に日本向けの世界設定として作られたものである。

## 概要
小説は現代の日本（特に東京）を舞台に、基本設定、登場キャラクター、作品間の時間軸を共有する小説群シェアード・ワールド・ノベルズとして、山本弘、友野詳、高井信、水野良、柘植めぐみ、清松みゆき、下村家恵子、西奥隆起、伏見健二、北沢慶など多くの作者によって書かれた。同様のグループSNEのシェアード・ワールド・ノベルズとしてはソード・ワールドノベルが存在する。
大半のエピソードでは、渋谷の一角にある妖怪たちが集うバー「うさぎの穴」に出入りする（「ネットワーク」に所属する）妖怪が主人公で、妖怪が原因となった事件を解決していく。執筆者が多彩なこともあり、各エピソードの内容は、ホラーからアクション、パロディ、人間ドラマ、SFなど多岐にわたる。書き下ろし作品が多いが、一部『コンプRPG』誌に掲載されていたものもある。
2000年発売の「戦慄のミレニアム」で発生した大事件によってシリーズはいったん終了し、続編シリーズである百鬼夜翔（ひゃっきやしょう）が開始された。（挿絵はあるまじろう）
作家の乙一は自身の作品「GOTH リストカット事件」のあとがきで「GOTH リストカット事件は妖魔夜行作品を目指して作ったものである」と書いている。

## 妖怪とは
本シリーズにおける妖怪とは人間の“想い”（恐怖、愛情、憧れ等）が生命エネルギーに形を与えることによって生まれた生命体で、基本的に寿命を持たず、一度死んでも人間の“想い”さえあればいつかまた蘇る存在である。
そのため、はるか昔に誕生した伝統的な妖怪や付喪神（個人的に強い愛情を持たれた器物に魂が宿った存在）、近年になって都市伝説の中から生まれた妖怪（例:エイズ・メアリー、隙間女等）などの他、実在を信じられた架空の人物（例:シャーロック・ホームズ、ターザン 等）や特撮番組のヒーロー 等も妖怪として扱われており、果ては神話や宗教の神に至るまで人間の思いから生まれた強大な妖怪に過ぎないとしている。
妖怪は人間に比べて身体的に頑丈であり、怪力や飛行能力・変身能力などの「妖力」や、火炎・電撃・天候等の事象を操作するなどの「妖術」を身に着けた、人間を超越した存在として描かれるが、精神的には人間とそれほど変わらない。むしろその長寿さや生い立ちゆえからか、精神的な成長／変化は人間に比べてはるかに困難である。その妖怪に似合った能力（狸や狐の「変化」など）を生まれながらに獲得している。また、同種族の妖怪同士で社会を形成して妖怪の親から産まれた二代目以降の妖怪や、人間と妖怪の間に生まれたハーフ、先祖が妖怪であったために人間から妖怪として覚醒してしまった者（隔世遺伝による、いわゆる「先祖返り」）も存在する。また、稀に人間でありながら「妖力」や「妖術」を僅かながら身に着けていたり、妖怪を使役する例もある（妖怪の血を引いている可能性もあるが）。
妖怪によっては「弱点」が存在する。その多くは妖怪が苦手とする、と信じられているもの（吸血鬼なら陽光や十字架やニンニク、うわばみなら煙草のヤニなど）であり、これらによって死んだ者は甦る事ができない場合もある。

## ネットワーク
妖怪たちは現代社会に適応する為、「ネットワーク」と呼ばれる一種の共同体を形成し、互いに情報交換を行なったり、援助しあっている。全世界に存在するが、作中に頻繁に登場するのは東京にある「うさぎの穴」「海賊の名誉亭」など。ネットワークの拠点（喫茶店やバーである場合が多い）には、妖怪以外にも、妖怪と知り合いであったり、妖怪絡みの事件で助けを求める人間たちも出入りする。中には人間が代表者を勤めるネットワークも存在する。妖怪たちの多くは自主独立の気風が強い為、これらは「組織」というほどの大規模かつ強力なものではなく、ネットワークからの依頼などにも基本的に強制力はない。
ネットワークの拠点は、妖怪が張った「人払い」の結界によって無関係の人間などは出入りできない「隠れ里」と呼ばれる場所に存在する場合もある。「うさぎの穴」もこれに該当し、雑居ビルの「存在しない5階」にある。結界によってビルは4階建てにしか見えず、用のない人間は看板を見つけることも、エレベーターの「5」のボタンを見る事もできない。
人間に敵対的な妖怪によるネットワークも存在するが、プレイヤー側が所属するネットワークと違って強力なリーダーによって末端まで支配された大規模なネットワークも多く、いわばヒーローものの敵組織に相当する。作中でもいくつかのエピソードでの事件は、彼らの陰謀によるものである。「人間に敵対的」といっても、妖怪は人間の「思い」なしでは存在し得ないため、「自分達に不都合な人間を容赦なく殺す」ことはあっても「人間を完全に根絶する」ことを企むネットワークはまずない（殆ど滅ぼす目的があっても、必ず自分達に好都合な一部の人間は何らかの形で残す。また、自分の存在に人間が不可欠と知らない妖怪や自分も滅びたがっている妖怪が個人的に人間絶滅を企むことはある）。
うさぎの穴
渋谷・道玄坂にある雑居ビルの「存在しない5階」に存在するバー「うさぎの穴」を拠点に活動するグループ。後に巨大ネットワーク「バロウズ」の母体となる。小説妖魔夜行の主要人物は殆どこれに所属している。
海賊の名誉亭
秋葉原にあるバー「海賊の名誉亭」（一般人も出入可）を拠点に活動するグループ。後に「うさぎの穴」と合併して移転し「バロウズ」の母体となる。小説での出番は少ないが、妖魔夜行リプレイではここのメンバーが主にキャンペーンのPCとなる。
バロウズ
表の顔は外国語教室や職業訓練校で、兎のロゴがトレードマーク。妖怪に人間社会の常識を教えるのが主な仕事。
陽摩荘／妖魔荘（ようまそう）
東京近郊の多岐市（架空の市町村）にある古アパート「陽摩荘」を拠点に活動するグループ。住民は全員妖怪だが、大家は妖怪の存在を知る人間（元イタコの老婆）で、彼女が何でも屋として依頼を受け住民達が解決に動く。妖魔夜行シナリオ集の為に設定された。後にリプレイ中の事件で大破・移転し、百鬼夜翔では「バロウズ」の寮の役割も担う。
かすみ
神戸の北野の不動坂を降り切ったところにあるアンティークショップを拠点に活動するグループ。二十体ほどの妖怪が所属し、そのうち七、八体がよく出入りしている。リーダーによる強力な人払いによって、用の無い者はほとんど寄りつかないが、新聞や郵便すら来ない時もある。危険な道具の保管を依頼されることが多い。
Xヒューマーズ
アメリカで活動するネットワーク。妖魔夜行の終盤で登場し、大戦に大きく関わった。
赤い靴
横浜にあるホテル「スーリエ・ルージュ」を拠点に活動するグループ。百鬼夜翔（小説・リプレイ共）の主要人物の殆どはこれに所属している。
ザ・ビースト
聖書の黙示録に登場する「獣」の記述から誕生した組織。世界の支配をもくろみ、そのためのテロ活動や経済操作、宗教活動などを行う。表の顔はいくつかあるが、例えばその中の1つである大企業「シャイアーテックス」はアルファベット表記（SHIRETEX）が666（スリーシックス：THREE SIX）のアナグラムである。
ローズ・クルセイダース
科学への歪んだイメージがマッドサイエンティストの形をとって生まれた妖怪、「妖科学者」達の組織。実験と称して事件を引き起こしたり、他の悪ネットワークに技術提供をしたりする。リーダーはフランケンシュタイン（人造人間ではなく造り手の方）。百鬼夜翔では事情あって赤い靴と協力関係になった。
ナイト・フォッグ
元々、魔女狩りに追われた魔女達を霧の中に隠して逃亡の手伝いを行っていた組織。イギリスの霧が犯罪と結び付くイメージを持たれたため、凶悪犯などの逃亡なども手伝うようになり、人間に害をなす組織となった。百鬼夜翔での主な敵となる。
ハンターズ・ネスト
百鬼夜翔シリーズに登場した、妖怪ハンターたちの組織。メンバーの繋がりは基本的にネット上で情報交換をする程度で、余程の場合でなければ協力は行わない。メンバーは妖力が宿った「ツール」と呼ばれる道具を使い、ツールにちなんだハンドルネームを名乗る。

## 妖魔夜行と百鬼夜翔の違い
同一世界を舞台にした両シリーズだが、以下のような違いが挙げられる。
世紀が変わった
妖魔夜行は20世紀末を舞台にしていたが、百鬼夜翔は21世紀初頭を舞台としている。単に数年がたったというだけではなく、2000年に発生した「戦慄のミレニアム」事件を経て大きな変革が生じている。
- 2000年の戦いの影響で、世界中の妖怪・人間に多数の犠牲者が出た。たとえば日本では第2次関東大震災が発生しているが、これも妖怪が原因である（表向きはただの地震と思われている）。
- 以前に比べ新たな妖怪が誕生しやすくなった
- 妖怪の力を身に付け、妖怪に敵対する人間たちの出現（「妖怪ハンター」「報復者」）。

舞台が変わった
妖魔夜行では主に東京を舞台にしていたが、百鬼夜翔では横浜を舞台とし、登場人物を一新した。
時系列の重視
妖魔夜行で登場した妖怪は何百年も生きてきたベテランが多かったが、百鬼夜翔では歳若い妖怪や、人間社会に出てきたばかりで一般常識に疎い妖怪が多い。そのため、妖魔夜行がどの巻から読んでも支障がない独立した話が多かったのに対し、百鬼夜翔ではシリーズが進行するにしたがって登場人物たちの成長を描くことを重視している。

## 主な登場人物

### 妖魔夜行

#### 「うさぎの穴」メンバー
守崎摩耶（もりさき まや、人間。夢魔を使役できる）
普通の女子高生（初登場時）だったが、ある事件を機に自分の能力について知り、うさぎの穴の面々や妖怪と関わっていくことになる。
夢魔
妖怪に進化する前段階のエネルギーの塊が、摩耶が抑えつけていた感情と結び付いたもの。顔の無い悪魔のような姿で、摩耶の意のままに動く。摩耶と一体化することも可能で、その時は女悪魔のような姿になる。かなたからは夜鬼（ナイトゴーント）からとってナイト君と呼ばれている。
井神かなた（いかみ かなた、化け狸）
「うさぎの穴」のマスター・井神松五郎（いかみ まつごろう）の娘。摩耶と親友。アニメ・漫画の好きな現代っ子。見た目も中身も10代半ばの少女だが、実年齢はかなり上（戦前生まれ）。
水波流（みなみ りゅう、龍と人間のハーフ）
中国の龍王と日本人戦災孤児との間に生まれた。ハンサムでプレイボーイの大学生（初登場時）。
八環秀志（やたまき ひでし、鴉天狗）
日本アルプスに住んでいた鴉天狗の一族。明治初期に山から下りた時にカメラの魅力にとりつかれ、現在は山岳写真家をしており、そこそこ有名(たまに個展を開く)。
九鬼未亜子（くき みあこ、濡れ女）
かつては水辺に住み若い男の生き血をすする危険な妖怪だった。「うさぎの穴」最強の戦闘力を誇るといわれ、髪や鉤爪で敵を切り裂く。30歳前後の妖艶な美女で、主にクラブで歌手などをしている。後に八環と結婚し一女を授かる。
加藤蔦矢（かとう つたや、藤の木の精）
老婦人が育てた藤の木が妖怪化した。戦闘では蔓状の腕を鞭として使う。大学生（初登場時）で霧香の助手。吸血鬼が潜む学習塾へ講師として潜入した際、そこの塾生だった少女・小諸沙菜（こもろ さな）と恋人になり、百鬼夜翔の終盤で結ばれる。
土屋野呂介（つちや のろすけ、化けモグラ）
妖怪化したモグラで、地中を掘り進むだけでなく物を通り抜けたり地面を変形させたりもできる。土中に埋まった遺物から考古学に関心を持ち、大学で教授を勤めるまでになった（ゆえに通称は「教授」）。光と高所が苦手。そのため日差しの強い晴れた日などには授業を休講してしまうらしく、彼のゼミの学生は嘆きぼやいている。
高徳大樹（たかとく だいき、算盤坊主）
かつては山奥で算盤をかき鳴らしていただけの無害な妖怪で、コンピュータというものに興味を抱いて山から下りてきた。コンピュータ等に深い知識を持つ肥満体の青年と言う、ステレオタイプのオタク。
狩野霧香（かのう きりか、雲外鏡）
直径30cmほどの銅鏡の付喪神。普段は占い師として原宿で「ミラーメイズ」という店を開いている。彼女の物静かで神秘的な美貌と、占いとしてもよく当たるということもあって評判は良い。「うさぎの穴」の中で最年長。正体はオリジナルの八咫鏡であることが百鬼夜翔終盤に明かされた。
墨沢文子（すみざわ ふみこ、文車妖妃）
古今東西のあらゆる本（書かれなかった本も含む）が存在する古本屋「稀文堂」の店主。メンバーの情報源として重宝されている。若いが地味な容姿の女性で、普段は内気な性格だが、メールなどの文面では別人の様に陽気でハイテンションな性格になる。
穂月湧（ほづき ゆう、女郎蜘蛛）
普通の女子高生（初登場時）だったが、先祖帰りで覚醒した。妖怪時は上半身が美女で下半身が蜘蛛。壁を登ったり糸を吐いたり（針状の武器にもなる）できる。自身は蜘蛛嫌いの上に、性的興奮で妖怪の姿になるため恋愛ができず、人間に戻りたがっている。
うわべり（電波妖怪）
テレビなど電波に対する思いから生まれた妖怪。生まれてから30年ほどしか経っていない。銀色の動物のような姿で、ヤマアラシのような針が生えており、目は複眼が一つしかない。口は悪いが繊細な性格。電波や回線を使って自由に行き来できる能力をもち、ひがな一日テレビ番組を見ては文句を言っている。テレビ画面を南西（丑寅の反対）の方角へ向け、好物のビールを置いて呼び出すと現れる。ドライビールは好みではない。
有月成巳（ありつき なるみ、うわばみ）
元は離島で祀られていた蛇の妖怪。島が過疎化により住人がいなくなったため東京へやってきたがホームレス暮らしをやっている。酒好きで酒気を吹き掛ける術を使う。煙草のやにが苦手。
神谷聖良（かみや せいら、毛羽毛現）
髪に対する想いから生まれた妖怪「毛羽毛現」一族で最年少の女性。美容室「セーラ」を経営しているが、染髪やパーマ、脱色は行わず、カットも最低限しかしないため、店は集会場と化している。落ちている髪を見ただけで髪の主の年齢、性別、健康状態などを把握できる。シャンプーが好きで、脱毛剤が苦手。
朧孝太郎（おぼろ こうたろう、蜃）
妖気で蜃気楼を見せる大ハマグリの妖怪。映画に魅せられ、上野の名画座「幻燈館」のオーナーをしている。映画の影響を受けやすく、直前に見た映画の話し方になり、蜃気楼も触ったり敵を殴ったりできる代わり映画で見た光景や人物等に限られる。海水に浸からなければ生きていけない。
お化けワーゲン（自動車の付喪神）
古いフォルクスワーゲンの妖怪で、メンバーの足となることが多い。廃車にされそうなところを逃げ出し、うさぎの穴に拾われた。老人のような口調で話すが、実際は流と加藤に次いで若い。普段はうさぎの穴の近くの駐車場で眠っているが、本気で走るとF1カーよりも速い。

#### 「海賊の名誉亭」メンバー
レイ・ホーンブラッド（幽霊船長）
「海賊の名誉亭」店主、通称「キャプテン」。イギリス出身で人間態は碧眼銀髪、髭を生やした好中年。18世紀末に日本近海で「さまよえるオランダ人」と相討ちになり、1960年代頃蘇った直後に妖怪がらみの事件に巻き込まれた少年を救ったのが縁で日本に定住する（「海賊の名誉亭」は元々、その少年の亡父の店だった）。フェンシングの達人。
残された希望号（幽霊船）
レイ船長の船。空を飛び強力な武装を備える。普段は東京湾内の無人島に潜んでいる。
レベッカ・パイレーツ（拳銃の付喪神）
人間態は黒髪の物静かな女性。火打ち石式単発拳銃の付喪神で、レイからは「副長」と呼ばれている。「海賊の名誉亭」の経理担当。拳銃の姿になると、様々な妖力が込められた弾丸を放てる。古武器にも詳しい。
エルナ・ノーススター（羅針盤の付喪神）
人間態はラテン系の金髪美女。レイからは「甲板長（ボースン）」と呼ばれている。「海賊の名誉亭」の料理担当。大阪に住んでいた時期があり、関西弁で話す。どんな物でも探し当てることができるが、同じ物は一週間に一回しか探せないうえに方角だけで距離はわからない（リプレイでは雷華が模写して2ヶ所からの三角測量で補っている）。
結城雷華（ゆうき らいか、カメラの付喪神）
フォトジャーナリスト結城圭一郎（ゆうき けいいちろう）の使っていたカメラの付喪神。自身も駆け出しのカメラマン。視力と記憶力に優れ、光を扱ったり仲間の能力を模写したりもできる。戦場写真を撮り続けたので軍事知識が豊富。同時に戦争を強く憎んでおり、これは圭一郎の意向でもある。人間態は圭一郎の夭折した恋人・橋崎麗華（はしざき れいか）をモデルにしている。
五味耕介（ごみ こうすけ、塵塚怪王）
様々なゴミ（生ゴミ除く）が恐竜の様な形に集まり、機械ゴミなどの機能を術として使える。かつてはゴキブリ妖怪に唆されて悪事を働いていたが、「海賊の名誉亭」メンバーに退治され善良な妖怪として復活した。普段はリサイクルショップの店員をしている。
鷹野和音（たかの かずね、セイレーンハーフ）
父が人間、母がセイレーン。両親は現在行方不明で、祖父母に育てられる。4歳から始めたバイオリンは将来を嘱望される腕前。酔っ払うとバイオリンで「芸者ワルツ」を演奏しだす。
野山豊（のやま ゆたか、案山子の付喪神）
江戸中期生まれ、現在の新潟県の出身。出身の村がダム建設のため水没する際に村のシンボルとして一緒に沈められようとするのに抗議し出奔。その村人の一人が妖怪絡みの事件に巻き込まれた際に上京してきた。都会の真ん中で無農薬野菜を作る農園を所有している。得意攻撃は石つぶて。鳥と意思伝達したり水や天候を操ったりも出来る。
夢築舞（むつき まい、生きている彫像）
強姦・バラバラ殺人の被害者となった同名の女性を生前モデルにして恋人・相沢拓矢（あいざわ たくや）が彫った彫像に怨念が積もり妖怪化した。生まれた直後は復讐のみを目標にしており、犯人3人（判明当時の法制上時効で公訴できなかった）のうち反省のなかった2人を抹殺、反省して子供もいた1人の命を奪う寸前まで追い詰めるが、拓矢や本来の舞の両親の説得を受け「海賊の名誉亭」メンバーとなる。本来の舞の死体のうち右腕だけが発見されなかったため、人間態も右腕だけは彫像のままである。芸大生で、彫刻家を目指している（拓矢は彫刻家志望だったが殺人事件を受け警察官になった）。
本来は拓矢と仲睦まじいはずなのだが、リプレイでの演者は彼の意思を茶化すような発言をしており、一途な愛というものはほとんど見られなかった。
各務麟（かがみ りん、麒麟）
直系の祖先は陰陽師の一族だが、その他に多数の妖怪の血が入り混じり、彼女の代で一斉に妖怪化した。姉妹・従兄弟姉妹にも多数妖怪がいる。国立大学の工学部の学生で、コンピュータ・機械オタク。眼鏡を外すと誰もが見惚れてしまうほどの美女だが、当人は自覚がない。得意攻撃は角から撃つ破壊光線。
AS-3（妖怪人工衛星）
通称「ブライアン」。某国が打ち上げた軍事衛星が意識を持ち、偶然「海賊の名誉亭」と電波交信して加盟した。作中屈指の威力を持つ荷電粒子砲が撃てるが、強力過ぎる上に連射できないので滅多に使わない（核ミサイルを起爆の暇もなく消滅させた実績がある）。

### 百鬼夜翔
波田洋大（はた ひろお、人間）
通称ヨーダイ。初登場時は高校生。ある事件をきっかけに自分の持つ万年筆ジェラルドが妖怪であることを知り、赤い靴のメンバーとともに妖怪達と関わっていくことになる。横浜ベイスターズのファン。
ジェラルド・ヘンドリクス（魂のペン・万年筆の付喪神）
19世紀末にイギリスで作られた万年筆。現代に至るまで様々な作家・ジャーナリストなどの手を渡っている。パートナーに自分が今まで書いた物語の登場人物の能力を与えることが出来る。また自らの姿をレイピアに変えることができる。その名は最初の持ち主である推理作家が書いた探偵小説の主人公の名前から。他の妖怪が近くにいないと妖怪として覚醒できないため、長い間眠っていた。
ナギ（蠎薙剣（おろちなぎのつるぎ））
弥生時代に竜退治の為に作られた霊剣。妖怪を退治することを目的としている。女性。
日野山麦（ひのやま むぎ、かまど神）
スーリエ・ルージュのシェフ。胸がかまどになっていて火を操る。常に和服をまとっている。食べ物を非常に大事にしている。生まれて間もないため世間知らずで感情の制御が不十分な面がある。各地に同様のかまど神がおり、日野山姓を名乗り、それぞれ姉妹と認識している。徐々に洋大に惹かれていく。
イ・ワヤン・ダムディ（サマール）
スーリエ・ルージュの支配人。本来の姿は光る人型で様々な動物に変身出来る。妹に関して過保護な面がある。バリ島の出身だが、人間たちに村を焼かれ壊滅させられたという来歴から、内心では人間を警戒している。
三浦真幸（みうら まさき、猫又・他称招き猫）
スーリエ・ルージュの営業担当。自身は自分のことを猫又と主張しているものの、幸運を授ける能力などからか周囲は招き猫として見ている。
寺尾明徳（てらお あきのり、三上山の大ムカデ）
数年前までは普通の人間としてサラリーマンをしていたが、ある日突然先祖返りで妖怪となってしまった。現在はスーリエ・ルージュでウェイターをしている。妻子持ちだがいずれも人間。
鳴神雷蔵（なるかみ らいぞう、雷神ヴァーナ）
風花の双子の兄。妹共々インドラの配下として生まれたが、前シリーズ末の大戦で横浜に転落して来た。スーリエ・ルージュの昼のフロント係。ギターが趣味だがとても下手。
鳴神風花（なるかみ ふうか、風神シャラスディ）
雷蔵の双子の妹。兄同様横浜に転落してきたが、そこで暴徒化した人間に追い回されたという経緯から兄と比べ人間不信なところがある。スーリエ・ルージュの夜のフロント係。
ガブリエル早坂紘一（はやさか こういち、早坂人形の付喪神）
神父。江戸時代にキリシタン拷問に使用された「鉄の処女」に似せて作られた早坂人形が妖怪化したもの。本来残忍な性質であったがキリスト教の洗礼を受け聖職者として生活している。体内は異空間に通じており、改心の見込みがない敵を吸い込む。
星野ひかり（ほしの ひかり、魔女）
日本の陰陽師（彼も妖怪）とフランスの魔女とのハーフ。初登場時は中学生。徳島出身。「魔女は13歳で独り立ちする」という風習から横浜に出てきた。阪神タイガースのファン。駄洒落が大好き。
名執桐子（なとり きりこ、抜け首とろくろ首のハーフ）
職業税理士。スーリエ・ルージュ他で経理を担当している。父である抜け首が失踪したことにより幼少期に苦労した（この時期から、母の友人である土屋教授には懇意にしてもらっている）ため、極端なフェミニストとなる。
石動諒一郎（いするぎ りょういちろう、人間・妖怪ハンター＜ザ・ネット＞）
オカルトライターを生業とする。恋人を失ったことをきっかけに妖怪ハンターとなる。携帯電話型ツールからネットを出して戦う。
エニぐま（電子ネットワーク妖怪）
ネット上のクマのマスコットから生まれた妖怪。ネット上のコミュニケーションを促進するのが存在意義のため、揉め事を仲裁する能力に長ける。コンピュータのディスプレイから現実世界に出てきたり、有線でつながっているコンピュータに進入することができる。桐子に好意を持っている。
ジョニー・ワンダー（トランプの付喪神）
西部開拓時代に使われていたトランプの付喪神で、米国のネットワーク「エンジェル・ガード」所属。駄洒落（本人曰くアメリカンジョーク、ひかり以外の周囲には頭痛の種）を連発するひょうきん者だが、その裏にはスペードの札（死の象徴）で敵を容赦なく斬る冷徹な一面もある。ひかりにジョークと不屈の精神を伝授した師匠。
朱音夕姫/結城茜（あかね ゆき/ゆうき あかね、赤い靴はいてた女の子の都市伝説から）
ホテル「スーリエ・ルージュ」（元来は彼女専用の隠れ里だった）のオーナー。ネットワーク赤い靴の責任者でもある。金髪の美女（夕姫）、幼い少女（茜）の二種類の人間の姿と名を使いわける。妖怪としての姿は怪力の妖婆で、この三つの姿が同一存在だと知る者は赤い靴メンバーでも少ない。茜の姿の時に持ち歩いている人形・エリィも妖怪（人形の付喪神）である。44の言語を喋ることが出来る。

## 妖魔夜行・新シリーズ
2011年に山本弘による新作小説が発表され、妖魔夜行シリーズが復活した。
基本的な世界観や設定などは旧シリーズと共通だが、旧シリーズとは完全に別の作品となっており、旧シリーズのキャラクターやネットワークは一切登場しない。
また物語開始時の時代設定が2011年現在となっており、劇中の固有名詞や用語、物品、テクノロジー、小ネタなども2011年現在の時点に合わせたものとなっている。
その他、妖怪が死んだ後に残る「奇骸（あやがら）」と呼ばれる物を自ら望んだ者が取り込めば、生粋の人間であっても後天的に妖怪になることができるという設定が追加された。

## 既刊一覧

### 小説
- 山本弘ほか複数（著）・青木邦夫（イラスト） 『妖魔夜行』 角川書店〈角川スニーカー文庫 / 角川mini文庫（「まぼろし模型」のみ）〉、既刊19巻（2011年9月30日現在）
  1. 「真夜中の翼」1993年9月28日発売[10]、ISBN 4-04-415201-2
  2. 「悪夢ふたたび……」1993年12月24日発売[11]、ISBN 4-04-415202-0
  3. 「真紅の闇」1994年8月30日発売[12]、ISBN 4-04-415203-9
  4. 「悪魔がささやく」1995年4月28日発売[13]、ISBN 4-04-415204-7
  5. 「鳩は夜に飛ぶ」1995年10月24日発売[14]、ISBN 4-04-415205-5
  6. 「魔獣めざめる」1996年5月23日発売[15]、ISBN 4-04-415206-3
  7. 「闇より帰りきて」1996年11月26日発売[16]、ISBN 4-04-415207-1
  8. 「影と幻の宴」1997年5月27日発売[17]、ISBN 4-04-415208-X
  9. 「私は十代の蜘蛛女だった」1997年9月27日発売[18]、ISBN 4-04-415209-8
  10. 「暗き激怒の炎」1998年4月28日発売[19]、ISBN 4-04-415210-1
  11. 「しかばね綺譚」1998年10月29日発売[20]、ISBN 4-04-415211-X
  12. 「まぼろし模型」1999年2月23日発売[21]、ISBN 4-04-700263-1
  13. 「眠り姫は夢をみない」1999年4月28日発売[22]、ISBN 4-04-415212-8
  14. 「穢された翼」1999年12月25日発売[23]、ISBN 4-04-415213-6
  15. 「迷宮の化身」2000年2月29日発売[24]、ISBN 4-04-415214-4
  16. 「戦慄のミレニアム（上）」2000年3月29日発売[25]、ISBN 4-04-415215-2
  17. 「戦慄のミレニアム（下）」2000年5月27日発売[26]、ISBN 4-04-415216-0
  18. 「幻の巻」2001年9月29日発売[27]、ISBN 4-04-415221-7
  19. 「闇への第一歩」2011年9月30日発売[28]、ISBN 978-4-04-460117-1
- 友野詳ほか複数（著） / あるまじろう（イラスト） 『百鬼夜翔』 角川書店〈角川スニーカー文庫〉、全15巻
  1. 「夜からの招待」2000年8月31日発売[29]、ISBN 4-04-415217-9
  2. 「白昼の冥路」2000年12月26日発売[30]、ISBN 4-04-415218-7
  3. 「黄昏に血の花を」2001年3月29日発売[31]、ISBN 4-04-415219-5
  4. 「蛇心の追走」2001年7月31日発売[32]、ISBN 4-04-415220-9
  5. 「水色の髪のチャイカ」2001年12月26日発売[33]、ISBN 4-04-415222-5
  6. 「闇に濡れる獣」2002年4月27日発売[34]、ISBN 4-04-415223-3
  7. 「蒼ざめた森の怒り」2002年8月31日発売[35]、ISBN 4-04-415224-1
  8. 「空から奴がやってきた」2002年12月27日発売[36]、ISBN 4-04-415225-X
  9. 「暁に散る翼」2003年3月28日発売[37]、ISBN 4-04-415226-8
  10. 「黒き蟲のざわめき」2003年7月31日発売[38]、ISBN 4-04-415227-6
  11. 「昏い霧に眠る街」2003年12月27日発売[39]、ISBN 4-04-415228-4
  12. 「真夜中の道化師」2004年4月28日発売[40]、ISBN 4-04-415229-2
  13. 「霧が閉じる黄昏」2004年9月30日発売[41]、ISBN 4-04-415230-6
  14. 「霧が惑う暗夜」2004年12月28日発売[42]、ISBN 4-04-415231-4
  15. 「霧が開く黎明」2005年2月26日発売[43]、ISBN 4-04-415232-2

### 漫画
- 友野詳（原作）・高田むつみ（作画） 『妖魔夜行』 角川書店〈あすかコミックス〉、1997年5月17日発売[44]、ISBN 4-04-415232-2

### TRPG

#### 妖魔夜行 (TRPG)
- 基本ルール
  - 『妖怪アクションRPG ガープス・妖魔夜行』1994年1月7日発売[45]、ISBN 4-04-461425-3
- サプリメント
  - 『ガープス・妖魔夜行 妖怪伝奇』1994年6月28日発売[46]、ISBN 4-04-461426-1 - 資料集
  - 『ガープス・妖魔夜行・アドベンチャー 妖魔荘の怪事件』1995年6月29日発売[47]、ISBN 4-04-461431-8 - シナリオ集
  - 『ガープス・妖魔夜行データ集 闇紀行』1995年8月29日発売[48]、ISBN 4-04-461432-6 - 追加データ集
- リプレイ
  - 『ガープス・妖魔夜行リプレイ 妖怪秘聞』1994年8月30日発売[49]、ISBN 4-04-461427-X
  - 『ガープス・妖魔夜行リプレイ 東京クライシス』1996年8月24日発売[50]、ISBN 4-04-461434-2
  - 『ガープス・妖魔夜行リプレイ 戦慄のチェスゲーム』1997年6月27日発売[51]、ISBN 4-04-461438-5
- その他
  - 『妖魔百物語 妖の巻』1996年10月25日発売[52]、ISBN 4-04-461436-9 - 読者からの応募作も含む百物語になぞらえたショートストーリー集

#### 百鬼夜翔 (TRPG)
- 基本ルール
  - 『ガープス・百鬼夜翔』2002年3月14日発売[53]、ISBN 4-8291-7493-5
- リプレイ
  - 『ガープス・百鬼夜翔リプレイ 暗夜に迷える鬼よ』2002年1月29日発売[54]、ISBN 4-8291-4370-3
  - 『ガープス・百鬼夜翔リプレイ 黎明に眠れる鬼よ』2002年12月25日発売[55]、ISBN 4-8291-4377-0
  - 『ガープス・百鬼夜翔リプレイ 黄昏に狂える鬼よ』2004年9月18日発売[56]、ISBN 4-8291-4400-9

### 関連資料
- と学会『トンデモ本の世界U』（楽工社、2007年）226-233ページ-山本弘による設定創作課程の解説